# 紗綾
紗綾（さあや、1993年〈平成5年〉11月15日 - ）は、日本の女優、タレント、元グラビアアイドル。福岡県北九州市出身。

## 略歴
実父は日本競輪学校（当時）第59期生の元競輪選手、入江新吾。4歳から、地元・福岡のダンススクールでヒップホップ系のダンスレッスンを受ける。オーディションでスカウトされ、小学5年生でエルクハートプロモーション（現株式会社ウェスタ）に所属し、グラビアデビュー。
2005年2月、写真家・会田我路のプロデュースで1stDVD「紗綾 さあや11歳」が発売されると、「Fカップ小学生」と言われるほどの小学生とは思えぬルックスが業界で注目される。同年5月には“キッス・プロジェクト”より留奈（岡田留奈）、ジェシカとダンス/ボーカルグループ「Sweet Kiss」（スウィート・キッス）としても売り出された。
中学進学後の2006年5月12日、「Sweet Kiss」は解散。『今日の5の2 2学期』より、キッスプロジェクトのユニットとしては「CHASE」（チェイス）として活動。ジェシカに替わり井口李南改め井口梨央が加わった3人組である。同年11月22日、『CHASE ME!』（テレビドラマ『激闘!アイドル予備校』主題歌）でキングレコードより歌手としてメジャー・デビューしたが、その後「CHASE」は活動停止。
2008年、エースデュースコード（現；エースクルー・エンタテインメント）に移籍。5月1日より公式ブログを開始、毎日更新。同年11月より、毎月15日に「ツキイチ紗綾」という映像配信をトースターDVD形式で販売している。2009年1月1日付で公式ファンクラブ「Rainbow」設立。
デビュー後も地元で暮らし、仕事の度に上京していたが、高校進学を機に故郷を離れ、東京の高校に通いながら活動した。
2011年、バイオハザード15周年応援リーダーに就任。同年10月31日、北九州市特命観光大使に任命された。
2012年、高校卒業。
2013年1月27日に投開票が行われる北九州市議会議員選挙の「PR隊長」に起用された。
2014年9月より、大阪府吹田市のパチンコホール「マルギンタワー」のイメージキャラクターに起用された。
2018年10月、グラビア卒業宣言するが、のちにイメージDVDがラストであり、女優業がメインであるものの、オファー次第でグラビアを継続する予定であると明らかにした。
2018年12月28日、芸能事務所エースクルー・エンタテインメントを退所。以後フリーで活動。
2020年3月8日、新会社発足を報告。
2022年5月21日、結婚と妊娠を自身のSNSにて発表した。8月、出産を控え、夫の地元でもある広島へ移住。9月30日、第1子女児の出産を報告した。2024年11月、厳島神社で2年越しとなる結婚式を挙げたことを報告。
2025年1月12日、「グラビア作品の制作に一区切りをつける」ことを明らかにした。

## 人物
- 小学生（11歳）の頃からメリハリのある大人びた体型であったことから「Fカップ小学生」（または「小学生でFカップ」）と呼ばれていた。しかしこれは写真集出版の際の宣伝文句であり、所属事務所はこれを否定、プロフィールでも3サイズを公表していない[21]。
- 2005年の中国における反日活動の際に2ちゃんねらーが、彼女の画像の表情に合わせて『反日のおいたをしないでください』という趣旨のコメントを、反日ウェブサイトの電子掲示板に貼り付けることにより反日活動が激減し、その清楚な笑顔が日中関係の摩擦を和らげる役目に一役買ったと話題になった（その効果を示す客観的な証拠というものは存在しないが、彼女の画像が表に出れば出るほど、中華人民共和国の反日活動が騒がれなくなったことを受けて、そのように伝えられたともされている）。例えば『週刊文春』2005年5月19日号[22]は『中国「反日運動」を止めた日本人美少女さあや11歳Fカップ』と題してこれを報じた。
- 好きな女優は仲間由紀恵[23][24]。
- 中学ではバドミントン部に所属していたが、忙しくてなかなか行けなかったという[25]。
- 霊感が強い[26]。代々霊感が強い家系とのことで、小学校4年生頃から、実家で白装束の女性が見えるようになったという。邪気を感じたら、祖母から教えられた真言密教の呪文「オンサン マニア サトバム（普賢菩薩の御真言「おん　さんまや　さとばん」？）」と唱える[27]。
- 2014年9月1日、『王様のブランチ』においてリポーターとして共演していた青木英李と共に、デング熱に感染していたことが、TBSテレビのニュース番組で報道された。二人は8月21日に、デング熱の感染者が共通して訪れていた、東京都渋谷区の代々木公園で番組のロケ収録を行っていて、この時にヒトスジシマカに刺されたのが原因とされた[28]。日本でのデング熱の流行報道によって話題となり、公式ブログのアクセス数が二桁増えた[29]。
- デビュー以来ずっとストレートロングの髪型だったが、2016年12月に髪を40～50cmバッサリ切り「生まれて初めて」というショートヘアになった。
- 特技はストリートダンス[30]。趣味は歌[31]、写真、映画鑑賞[32]。
- 先祖は肥前佐賀藩藩主の鍋島家[33]。

## 作品

### 写真集
- 紗綾11歳 紗綾写真集（2005年5月、ぶんか社、撮影：会田我路） ISBN 4-8211-2660-5
- 紗綾写真集 ツボミ（2006年5月、集英社、撮影：熊谷貫） ISBN 4-08-780435-6
- 紗綾写真集 紗綾 THE BEST（2007年12月、彩文館出版、撮影：白石剛） ISBN 4-7756-0282-9
- 紗綾DVDつき写真集Road（2008年7月、小学館、撮影：西條彰仁） ISBN 978-4093721073
- 私立紗綾女子学園中等部 全校192人ぜーんぶコスプレ＆水着紗綾だ!（2008年12月、講談社、撮影：樂滿直城） ISBN 978-4063528091
- サブラDVDムック（小学館）
  - 【Virginal Saaya】（2008年3月、撮影：野村誠一） ISBN 978-4091030580
  - 【Innocent girl】（2009年5月、撮影：西條彰仁） ISBN 978-4091030702
- ロコガール（2009年11月、講談社、撮影：井ノ元浩二） ISBN 978-4063648102
- 紗綾写真集 さあや11歳の伝説～最終章～（2010年7月、コアマガジン、撮影：会田我路） ISBN 978-4-86252-883-4
- ヤングマガジン特別編集 seventeen's dreams（2011年3月、講談社、撮影:井ノ元浩二） ISBN 978-4063648553
- AiRen（2012年4月、講談社、撮影：宮澤正明） ISBN 978-4062176965
- I am ...（2012年12月、ワニブックス、撮影：西條彰仁） ISBN 978-4847045110
- IS（2013年12月、ワニブックス、撮影：熊谷貫） ISBN 978-4847046025
- 紗綾写真集 紗綾（2015年10月、講談社、撮影：西田幸樹） ISBN 978-4063528473 ※撮影の西田幸樹が第47回講談社出版文化賞写真賞を受賞[34][35]

#### CHASE
- CUTIE CHASE 紗綾・留奈・梨央写真集（2007年2月、富士見書房、撮影：郡司大地） ISBN 4-8291-9133-3

### DVD
- 紗綾 さあや11歳（2005年2月27日、エルクハートプロモーション） ISBN 4-341-78004-2
- 会田我路U-15 紗綾11歳（2005年5月27日、ぶんか社） ISBN 4-8211-3091-2
- Little Legend 紗綾in沖縄（2005年10月、エルクハートプロモーション）
- BLOOM〜さあやから入江紗綾へ〜（2006年5月11日、エルクハートプロモーション）
- アクアガール 入江紗綾（2006年12月10日、エルクハートプロモーション）
- アクアガール2 入江紗綾（2007年2月26日、エルクハートプロモーション）
- 紗綾の休日（2006年12月27日、キングレコード）
- Pure Smile（2007年7月20日、竹書房）
- 紗綾 THE BEST（2008年3月7日、イーネット・フロンティア）
- 紗綾 SA-YA!（2008年4月13日、イーネット・フロンティア）
- Love14（2008年11月21日、イーネット・フロンティア）
- 美少女写真家会田我路の写真世界を彷徨デジタル写真（2009年1月30日、Garo impact）
- 紗綾15・0 フィフティーン・ラブ 1Set（2009年5月20日、エースデュース）
- 解禁さあやファイナル（2009年02月6日、テンプリント）
- 紗綾15・0 フィフティーン・ラブ 2Set（2009年9月16日、エースデュース）
- 紗綾15・0 フィフティーン・ラブ 3Set（2009年12月16日、エースデュース）
- 紗綾のプライベートジャーニーin北海道 〜紗綾と一緒の夏休み〜（1）（2010年1月20日、エースクルー・エンタテインメント）
- 紗綾のプライベートジャーニーin北海道 〜紗綾と一緒の夏休み〜（2）（2010年2月17日、エースクルー・エンタテインメント）
- 紗綾のプライベートジャーニーin北海道 〜紗綾と一緒の夏休み〜（3）（2010年3月17日、エースクルー・エンタテインメント）
- 紗綾16 シックスティーン -1Set-（2010年6月16日、ポニーキャニオン）
- 紗綾16 シックスティーン -2Set-（2010年7月21日、ポニーキャニオン）
- THE. さあや（2010年08月27日、テンプリント）
- 紗綾16 シックスティーン -3Set-（2010年10月20日、ポニーキャニオン）
- さあやとバリ島デート（2010年11月29日、テンプリント）
- 紗綾17 -Sexy-（2011年3月16日、ポニーキャニオン）
- 紗綾17 -Pure-（2011年4月20日、ポニーキャニオン）
- 紗綾 THE GAME モウ、キミハボクノモノ（2011年7月20日、ポニーキャニオン）
- 純恋愛（2011年12月16日、イーネット・フロンティア）
- 純情愛（2012年2月24日、イーネット・フロンティア）
- 紗綾18 卒業 -graduation-（2012年3月7日、ポニーキャニオン）
- 紗綾18 ゴシック ドール -GOSICK DOOL-（2012年3月21日、ポニーキャニオン）
- 紗綾18 アシメトリーasymmetry（2012年5月2日、ポニーキャニオン）
- ずっと、きっと。（2012年6月20日、ラインコミュニケーションズ）
- Splash!（2012年6月20日、ラインコミュニケーションズ）
- 恋詩（2012年9月21日、イーネット・フロンティア）
- 夏夢 come（2013年1月24日、イーネット・フロンティア）
- 恋愛ローテーション〜愛される為の方程式〜（2013年2月21日、イーネット・フロンティア）
- 紗綾19-Memories-（2013年8月21日、ポニーキャニオン）
- 紗綾19-Future-（2013年9月18日、ポニーキャニオン）
- Age20-天然色-（2014年4月20日、ラインコミュニケーションズ）
- 愛時 〜アイドキ〜（2014年11月15日、イーネット・フロンティア）
- 愛体 LOVEBODY 10years（2015年11月15日、イーネット・フロンティア）
- 愛forU 〜妄想Lover’s〜（2016年6月23日、イーネット・フロンティア）
- 今、愛してくれますか？（2017年3月17日、イーネット・フロンティア）
- Love U 〜揺れる距離感〜（2017年9月22日、イーネット・フロンティア）
- 紗綾愛（2018年9月7日、イーネット・フロンティア）

#### Sweet Kiss
- Sweet Kiss（2005年5月、エルクハートプロモーション/ごま書房） ISBN 4-341-78006-9
- Very Sweet Vol.2（2005年12月、エルクハートプロモーション）

#### CHASE
- 激闘!アイドル予備校 紗綾・留奈・梨央 CHASE（2006年9月、イーネット・フロンティア）

### その他
- sabra トレーディングカード コレクション 紗綾 BOX（2009年10月） JAN：TC-IDL-0613
- ヒッツリミテッド 紗綾 トレーディングカード BOX（2010年9月18日） ASIN B003XDT3ZY
- ヒッツ! リミテッド 紗綾 ハッピー・バレンタイン トレーディングカード BOX（2012年2月18日） ASIN B006OUOIP8

## 出演

### テレビドラマ
- 内閣権力犯罪強制取締官 財前丈太郎（2006年、テレビ朝日） - 通信士 役
- 激闘!アイドル予備校（2006年7月 - 9月、アニメ魂外伝、KBS京都 他） - 早田紗果 役
- 地獄少女 実写版（2006年11月4日 - 2007年1月28日、日本テレビ） - 柴田つぐみ 役
- 漫画喫茶都市伝説 呪いのマンナさん（2008年6月 - 8月、BS-i） - 佐々木曼奈 役
- NHKドラマ8「ゴーストフレンズ」最終話（2009年6月11日、NHK総合） - 理沙 役
- 執事喫茶にお帰りなさいませ 第8話（2009年2月25日、毎日放送） - 珠美 役
- 土曜時代劇「オトコマエ!2」（2009年11月14日、NHK総合） - お里 役
- 大魔神カノン（2010年、テレビ東京系） - 上原サヤ 役
- ハンマーセッション（2010年7月 - 9月、TBS系） - 浅倉結衣 役
- 土曜ドラマ「チャンス」第2話（2010年9月4日、NHK総合） - ともみ 役
- 土曜ドラマスペシャル「あっこと僕らが生きた夏」（2012年4月14日・21日、NHK総合） - 福島真紀 役
- 好好!キョンシーガール〜東京電視台戦記〜 第5話（2012年11月9日、テレビ東京） - 勝地真美 役
- 月曜ゴールデン「警視庁機動捜査隊216 第3作 命の値段」（2012年12月24日、TBS） - 吉村留美 役
- ファイヤーレオン（2013年4月6日 - 2014年1月4日、TOKYO MX TV） - ヒロイン・草柳ひいな 役
- ゆるい（2016年9月6日 - 24日、TOKYO MX TV） - 主演・紗綾 役

### テレビ番組
- 給与明細（2005年10月16日・23日、テレビ東京）
- 土曜かきこみTV（2007年4月 - 2008年3月、NHK教育） - レギュラー出演
- ランキンくえすと（2010年5月10日・11日・13日、関西テレビ）
- 稲川大百怪 噂の百物語（2010年6月 - 7月、テレビ埼玉・東名阪ネット6）
- ヴァンガードTV TRY（2014年1月6日 - 、テレビ東京）
  - ヴァンガ道（2011年10月2日 - 2012年3月25日、テレビ東京）
- 王様のブランチ（2014年1月11日 - 2015年9月23日、TBS） - リポーターとしてレギュラー出演
- 緊急検証!2015年度版超新約黙示録〜第2回紅白オカルト合戦〜（2014年12月27日、ファミリー劇場）
- Japania-TV（2015年9月6日 - 、TOKYO MX2） - レギュラー出演
- テレビ派（2025年5月13日 - 広島テレビ） - リポーター

### ラジオ番組
- 激闘!アイドル予備校（2006年7月10日 - 2006年9月25日、ラジオ大阪）
- 南條愛乃と紗綾のイモートコントロール（2010年4月27日 - HiBiKi Radio Station）
- イマドキッ（2015年4月29日 - 2018年11月15日、MBSラジオ）

### 映画
- 神の左手 悪魔の右手（2006年7月22日公開、金子修介監督、東芝エンタテインメント / 松竹）
- 渋谷怪談 THE リアル都市伝説（福谷修監督、ジェネオンエンタテインメント）
- かにゴールキーパー（河崎実監督、BBMC / リバートップ）
- 口裂け女（2007年3月17日公開、白石晃士監督）
- Girl's Box ラバーズ☆ハイ（2008年3月29日公開、佐藤太監督）
- ハードリベンジ・ミリー（2008年8月9日公開、辻本貴則監督）
- ロックンロール★ダイエット!（2008年9月13日公開、元木隆史監督）
- 猫ラーメン大将（2008年11月29日公開、河崎実監督）
- 制服サバイガール（2008年12月6日公開、金子大志監督）
- ヨムトシヌ　DEATH COMIC（2009年3月公開、椿光一監督）
- 山形スクリーム（2009年公開、竹中直人監督） - 敏酒圭 役
- アンダンテ 〜稲の旋律〜（2010年1月公開、金田敬監督、ゴーゴービジュアル企画） - 高山奈緒 役
- ムラサキカガミ（2010年公開、三原光尋監督、日本出版販売） - 美奈子 役
- メリーさんの電話（2011年2月公開、三原光尋監督、アールグレイフィルム） - 美奈子 役
- みゃーっつEYE（2013年公開、渡邊豊監督）
- おー!まい!ごっと!神様からの贈り物（2014年1月11日公開、六車俊治監督） - 二階堂セリナ 役
- ハニー・フラッパーズ（2014年9月13日公開、笹木恵水監督） - 由真 役
- 闇金ドックス（2015年8月1日公開、土屋哲彦監督） - 松本舞香 役
- 民暴（2016年1月30日[36]、貝原クリス亮監督）[37] - 藤沢希美子（弁護士） 役

### Vシネマ
- 少女霊 14歳の魂（2007年2月23日発売、谷洋平監督）
- ピストル楊3 Once Upon A Time（2013年） - ルル（店長、ダニー・パイの部下） 役
- 実録マフィアンヤクザ VIII（2014年）
- YOKOHAMA BLACK（2016年9月） - リョウコ 役
- YOKOHAMA BLACK 2（2016年11月） - リョウコ 役

### 舞台
- 堕天・神殿・遅咲きの蒼（2011年4月27日 - 5月5日）
- 半おに戦奇譚-AMAGI-改（2011年11月30日 - 12月5日）
- Nouvell vague（ヌーベルバーグ）（2012年8月8日 - 8月12日）
- 火男の火（2013年8月3日 - 8月6日） - 舞舞 役
- 『異人たちのラプソディ』（2014年4月、中野 劇場MOMO） - 美輪 役
- ワイアールジャパンプロデュース「拳聖」（2015年1月15日-18日、シアターサンモール）
- 戦国無双 関ヶ原の章（2015年5月2日 - 5月7日、シアター1010） - 稲姫 役
- BIOHAZARD THE STAGE（2015年10月 - 11月、EX THEATER ROPPONGI） - オリヴィア・プライス 役
- BIOHAZARD THE Experience（2017年2月10日 - 2月26日、ZEPPブルーシアター六本木） - アンドウ 役
- ちるらん 新撰組鎮魂歌（2017年4月7日 - 10日、大阪・森ノ宮ピロティホール / 4月20日 - 30日、東京・天王洲 銀河劇場）[38]
- すてきな三にんぐみ（2017年） - シスター 役（ゲスト出演）
- 百年の虎独 2017（2017年9月1日 - 9月10日、Geki地下Liberty） - アキ 役
- ICE CREAM GOOD BYE（2017年10月25日 - 10月29日、新宿村LIVE） - ハナコ 役
- 雲のむこう、約束の場所（2018年4月20日 - 4月24日、東京国際フォーラム ホールC） - 鈴木みどり 役

### OVA
- 今日の5の2（avex）

### DVD舞台
- Nouvell Vague（2013年1月25日、株式会社彩高堂）

### WEB映画・番組
- It's your CHOICE! #02 空気（総務省 /（財）明るい選挙推進協会）
- OH!ノーパンツ・ガールズ（モブキャスト / ネオプレックス） - 配信は無期延期となり、2006年3月DVD発売。
- インターネットTVgoomo「秘境駅 紗綾と行く鉄道の旅」

### イメージキャラクター
- サイバーガジェットイメージガール
- マルギンタワー（2014年9月 - ）

### CM
- スパワールド イメージガール（関西ローカル、2009年7月 - ）
- シーブリーズ（2010年4月 - ）
- 北九州市議会議員選挙投票啓発（2013年1月）[39]
- マルギンタワー（2014年9月 - ）[40]

### PR動画
- 北九州市PR動画「北九州見チャリ!」[41]
  - 1 小倉北区編（2015年9月）[42]
  - 2 小倉南区編（2015年10月）[43]
  - 5 門司区編（2016年1月）[44]
  - 7 戸畑区編（2016年3月）[45]